# DuPont
La E.I. du Pont de Nemours and Company, più semplicemente nota come DuPont, è un'azienda chimica fondata a Wilmington (Delaware) nel 1802 da Eleuthère Irénée du Pont, allievo di Antoine Lavoisier.
DuPont è presente in oltre 70 paesi e produce una vasta gamma di prodotti e servizi destinati a una varietà di mercati che includono agricoltura e alimentazione, arredamento e costruzioni, elettronica e comunicazioni, sicurezza e protezione, trasporti.
A dicembre 2015 venne annunciata la fusione con Dow Chemical, avvenuta il 1º settembre 2017 dando origine alla DowDuPont..
Il 1º aprile 2019, avvenne la scissione della divisione materiali, che iniziò a quotarsi come Dow Inc.. Successivamente, il 1º giugno 2019 si scisse la divisione agrochimica, dando origine a Corteva. Lo stesso giorno, le restanti linee di business di DowDuPont di prodotti speciali iniziarono a quotarsi come DuPont.

## Storia
Fu fondata da Éleuthère Irénée du Pont de Nemours, conosciuto come Irénée du Pont, un chimico ed imprenditore francese che emigrò negli Stati Uniti d'America nel 1799 e fondò nel 1802 la società come fabbrica di polvere da sparo.
Grazie alla guerra d'indipendenza e alla successiva guerra civile americana prosperò rapidamente. A inizio XX secolo diversificò la propria produzione, con la chimica e negli anni trenta anche nell'auto.

## Prodotti
È titolare di numerosissimi marchi e brevetti di processi chimici e materiali, tra cui: Antron, Biomax, Butacite, Corian, Crastin, Cromalin, Delrin, Freon, Hytrel, Kevlar, Lycra, M5 fiber, Mylar, Nafion (materiale utilizzato per costruire membrane nel settore delle pile a combustibile), Nomex, Neoprene, Nylon, SentryGlas, Solae, Sorona, Surlyn, Teflon, Tyvek, Vespel, Zodiaq e Zytel.

## DuPont in Italia
Le pellicole cinematografiche DuPont furono largamente impiegate nell'Italia del bianco e nero per via della loro resa visiva e della pastosità del bianco/nero. Molti film del neorealismo italiano e quasi tutti i film di Totò sono girati su pellicole DuPont, che furono utilizzate anche da Federico Fellini. DuPont uscì dal mercato con l'arrivo del colore.
DuPont ha iniziato le attività in Italia sin dagli anni cinquanta, utilizzando inizialmente rappresentanti e importatori (tra cui la G.O.I. General Overseas Italiana), e poi dal 1964 con una presenza diretta in sussidiaria "Du Pont de Nemours Italiana SpA".
Molto attivi in Italia erano anche i reparti 'X-Ray', dove DuPont fu fornitore della maggior parte degli ospedali italiani con le pellicole per radiografie Cronex, Quanta e Ultra-Vision, che consentivano di ridurre la dose di raggi emessa per ottenere immagini diagnostiche ottimali. Questi reparti furono dismessi negli anni '90.
La sede di Milano è stata sino all'inizio degli anni ottanta in piazzale Loreto. Nella fase di maggiore espansione, tra gli anni '80 e '90, la sede fu spostata a Cologno Monzese.
Le filiali sono a Bolzano, Bologna, Firenze e Roma. Negli anni novanta la multinazionale inizia a effettuare dei cambiamenti, sino al cambio completo di rotta iniziato nel 1999. Dal 2000 si avrà un declino costante, chiusa anche la fabbrica di Bolzano DuPont rimane in Italia con qualche centinaia di dipendenti tra la sede centrale di Milano, la sede logistica e commerciale Pioneer di Gadesco (CR), il centro di ricerca di Pessina Cremonese e lo stabilimento di produzione delle sementi Pioneer di Sissa (PR).
Anche il Lycra (un filato elastomerico per la produzione di calze, collant, abbigliamento, costumi da bagno e sportswear) fu ceduto a un'altra azienda nel 2004.
Tale era la popolarità di Lycra in Italia che Adriano Rodella, creatore del marchio 'Filodoro', dette tale nome all'azienda proprio in riferimento al filato Lycra DuPont.
Tra i progetti mai realizzati di DuPont Italiana, oltre a una filatura di elastomero Lycra in Italia, c'era la costruzione al Sud di un impianto per la produzione di compact disc, alla cui nascita DuPont contribuì: l'idea era quella di utilizzare l'alluminio della Ilva per il substrato riflettente, e annettervi una produzione di policarbonato DuPont per il disco.
Tuttavia dopo il disastro di Seveso negli anni '70, DuPont non riuscì a trovare un luogo adatto per la produzione e il progetto fu cancellato.

## L'invenzione del Nylon e la questione dell'obsolescenza
Nel 1940, DuPont presenta il Nylon, una fibra sintetica rivoluzionaria per le sue caratteristiche. Si trattava infatti di una fibra particolarmente resistente che venne utilizzata, in primo luogo, per la realizzazione di calze femminili. Tuttavia, il primo impiego di massa della poliammide 6/6 e 12/6 (vero nome del Nylon) avvenne per produrre il milione di paracadute che si sarebbero resi necessari per tentare l'invasione dell'Europa. Infatti la Cina, primo produttore al mondo di seta, era stata invasa dai giapponesi e gli strateghi USA si trovarono costretti a sostituire in fretta e furia la seta naturale cinese con il Nylon per potere equipaggiare al meglio sia la 101ª che l'82ª divisione di fanteria aerotrasportata USA, la 1ª Divisione britannica nonché i reparti francesi-liberi e polacchi che si sarebbero tutti largamente distinti nelle sanguinose battaglie di Sicilia, Normandia e Olanda.
Lo sbarco in Normandia e l'Operazione Market Garden furono resi possibili dall'impiego massiccio del nylon. Dato che la nuova fibra sembrava superare le precedenti per robustezza, l'aspettativa di vita di un singolo paio di calze da donna sembrava essere aumentata di molto. Poco tempo dopo la messa in commercio, venne richiesto ai chimici dell'azienda DuPont di creare fibre più deboli, in modo da realizzare un prodotto più deperibile. Tale scelta aziendale sembra configurarsi all'interno della politica della cosiddetta obsolescenza pianificata, ossia la definizione arbitraria della vita utile limitata di un prodotto, che quindi diventerà obsoleto o non funzionante dopo un certo periodo.

## Controversie e incidenti

### Scandalo del Teflon
Nel 1938 la DuPont scoprì il Teflon, materiale usato per rivestire pentole per renderle antiaderenti. La DuPont sversò per anni gli scarichi della produzione di questo composto chimico nei fiumi vicini alla sede di produzione in West Virginia. In pochi anni, la DuPont sversò in acqua milioni di litri di materiale velenoso e inquinante, inquinando tutta l'area. Moltissime delle persone che lavoravano a stretto contatto con questo materiale si ammalarono di cancro; nelle donne incinte si verificarono anche malformazioni fetali. Quando oltre 70.000 persone scoprirono cosa la DuPont aveva fatto, fecero partire una delle più grandi cause della storia. Circa 110 milioni di americani bevvero acqua contaminata da sostanze chimiche PFAS. Durante uno studio scientifico durato più di 7 anni, vennero analizzati i campioni di sangue di oltre 69.000 persone. Gli scienziati riuscirono a collegare la presenza di PFAS a particolari malattie quali ipercolesterolemia, coliti ulcerose, malattie tiroidee, tumori del testicolo e del rene. Gli effetti tossici più frequentemente osservati sono: la restrizione della crescita fetale, diabete, aumento del colesterolo e sue conseguenze (ictus cerebrale, infarto cardiaco), ipertensione arteriosa, aumento dell'acido urico, riduzione degli spermatozoi nel maschio, infertilità maschile e femminile. 
Siccome la produzione di polimeri perfluorurati avviene in stabilimenti localizzati in tutto il globo, e i PFAS sono sostanze biopersistenti e bioaccumulabili, l'esposizione a questa classe di sostanze chimiche è un fenomeno globale. Si stima che al giorno d'oggi il 99% degli esseri umani abbia nel sangue una certa percentuale di PFAS.
Ispirato alla vicenda, nel 2019 Todd Haynes ha diretto il film Cattive acque, interpretato da Mark Ruffalo, Anne Hathaway, Tim Robbins, Victor Garber, Mare Winningham, William Jackson Harper e Bill Pullman; il film è basato sull'articolo del New York Times Magazine del 2016 The Lawyer Who Became DuPont's Worst Nightmare, scritto da Nathaniel Rich, sullo scandalo dell'inquinamento idrico di Parkersburg.

### Uso del piombo tetraetile nella benzina
A partire dagli anni 1920, DuPont collaborò con General Motors e Standard Oil alla produzione e diffusione del piombo tetraetile (TEL), un composto aggiunto alla benzina per migliorare le prestazioni del motore (funzione antidetonante). Nonostante già all’epoca vi fossero gravi evidenze della tossicità del piombo sulla salute umana, incluse morti e disturbi neurologici tra gli operai degli impianti. L’additivo venne commercializzato globalmente per decenni. Solo a partire dagli anni ’70-'80 vennero introdotte normative per ridurne l’uso, culminate nel suo bando progressivo a livello mondiale. L’impiego del piombo nella benzina è oggi considerato uno dei più gravi esempi storici di inquinamento industriale diffuso e deliberato.

### Impatto ambientale dei CFC e il ruolo nei cambiamenti climatici[20]
DuPont fu tra i principali produttori mondiali di clorofluorocarburi (CFC), in particolare del gas refrigerante noto come Freon, ampiamente usato nel XX secolo per frigoriferi, condizionatori e spray. A partire dagli anni ’70, studi scientifici (tra cui quelli di Mario Molina e Sherwood Rowland, premiati con il Nobel) dimostrarono che i CFC contribuivano in modo significativo alla distruzione dello strato di ozono atmosferico. Nonostante l’evidenza scientifica, DuPont e altri produttori ostacolarono inizialmente ogni proposta di regolamentazione. Solo nel 1987, con il Protocollo di Montréal, iniziò la progressiva eliminazione globale dei CFC. DuPont sviluppò successivamente sostituti chimici (HFC), ricavando nuovi profitti anche dalla transizione.

### Fuga di metilmercaptano a La Porte (2014)
Il 15 novembre 2014, quattro dipendenti morirono in seguito a una grave fuga di gas tossico nello stabilimento chimico DuPont di La Porte, in Texas. L’incidente coinvolse il metilmercaptano (CH₃SH), una sostanza altamente tossica e infiammabile utilizzata nella produzione di pesticidi come il metomil. Oltre 20.000 libbre (circa 9 tonnellate) di gas vennero accidentalmente rilasciate all’interno dell’impianto.
Un’indagine federale condotta dal Chemical Safety and Hazard Investigation Board (CSB) evidenziò gravi carenze nei protocolli di sicurezza, tra cui:
- allarmi malfunzionanti,
- scarsa manutenzione degli impianti,
- insufficiente formazione del personale,
- problemi di comunicazione tra i turni di lavoro.

Il CSB descrisse l’incidente come un esempio emblematico di “cultura della sicurezza deteriorata”, criticando DuPont per non aver adottato misure adeguate nonostante la complessità e il rischio dell’impianto. In seguito all’incidente, DuPont ricevette una multa di 273.000 dollari da parte dell’OSHA (Occupational Safety and Health Administration), somma ritenuta da diversi osservatori non proporzionata alla gravità dell’evento. L’impianto venne definitivamente chiuso nel 2016.

## Influenza politica e attività di lobbying
DuPont ha storicamente esercitato una significativa influenza politica e regolatoria, in particolare negli Stati Uniti, attraverso attività di lobbying, partecipazione a comitati scientifici e collaborazioni con altre multinazionali. Fin dalla metà del XX secolo, l'azienda è stata coinvolta in campagne volte a ritardare o modulare regolamentazioni ambientali e sanitarie, soprattutto riguardo a sostanze poi rivelatesi pericolose, come il piombo tetraetile (TEL), i clorofluorocarburi (CFC), e i composti perfluoroalchilici (PFAS).
DuPont ha finanziato ricerche scientifiche indipendenti, spesso presentate come imparziali, volte a minimizzare i rischi ambientali di prodotti industriali di largo consumo. Diversi storici e analisti, tra cui Naomi Oreskes e David Michaels, hanno documentato come DuPont, insieme ad altre grandi aziende chimiche, abbia utilizzato strategie di dubbio scientifico (manufacturing doubt) per contrastare normative più severe, analogamente a quanto fatto in passato dalle industrie del tabacco e del piombo.
L'azienda ha inoltre partecipato attivamente a gruppi industriali influenti, come l'American Chemistry Council e la Manufacturing Chemists’ Association, contribuendo a redigere linee guida e posizioni ufficiali su standard di sicurezza, emissioni e qualità dell’aria. La documentazione storica dimostra che, in alcuni casi, l’influenza politica esercitata ha avuto l’effetto di posticipare interventi normativi su sostanze tossiche di anni o decenni, nonostante l’esistenza di prove interne circa la loro pericolosità.